# Тофаларски език
Тофаларският език (карагашки език) е изчезващ език от групата на сибирските тюркски езици.
Говори се от тофаларите, които са малобройна общност в Иркутска област, централен Сибир в Русия. Близък е до тувинския език, с който бива понякога обединен в тувинско-тофаларска подгрупа.

## Писменост
Езикът няма писменост и правописна норма. Използва се вариант на руската кирилица, използван за записването на тюркските езици в СССР. Езикът е вписан в Червената книга на застрашените от изчезване езици.